# برايان ريد
برايان ريد (بالإنجليزية: Brian Reid)‏ (15 يونيو 1970 في المملكة المتحدة - ) هو مدرب كرة قدم ولاعب كرة قدم بريطاني في مركز الدفاع. شارك مع منتخب اسكتلندا تحت 21 سنة لكرة القدم. أما مع النوادي، فقد لعب مع دونفرملين أثلتيك وكوين أوف ساوث ونادي بلاكبول ونادي بيرنلي ونادي رينجرز ونادي فالكيرك ونيوكاسل يونايتد ونادي آير يونايتد ونادي غرينوك مورتون.

## وصلات خارجية
- برايان ريد على موقع قاعدة بيانات كرة القدم.إي يو (الإنجليزية)
- برايان ريد على موقع Soccerbase.com (لاعب) (الإنجليزية)